# Necpál
Necpál (szlovákul Necpaly) község Szlovákiában, a Zsolnai kerületben, a Turócszentmártoni járásban.

## Fekvése
Turócszentmártontól 14 km-re délre, a festői Necpáli-völgy bejáratánál fekszik.

## Története
A régészeti leletek tanúsága szerint már az i. e. 2600 körüli időben éltek itt emberek.
A település nevét 1269-ben említik először, amikor egy oklevélben egy peres ügy kapcsán Necpáli Pál (Paulus de Nazpal) neve szerepel. 1287-ben IV. László király „terra Nochpal” birtokát Marchan fia Jánosnak adta. Ő a település első ismert tulajdonosa. A település egészen 1479-ig a Neczpál család tulajdona maradt. A 15. század végén a Justh család birtoka lett, mely a 19. század végéig ura volt. A család uralma alatt Necpál mind gazdasági, mind kulturális értelemben felemelkedett. A 16. században Necpál lakossága az evangélikus hitre tért. 1592-ben megalapították az evangélikus gimnáziumot, Turóc vármegye első középiskoláját.
Kéttornyos emeletes reneszánsz várkastélya 1673-ban épült, a Necpáli Justh család birtoka volt. A 18. és 19. században Necpálon több malom, papírgyár és sörfőzde működött. 1715-ben 47 adózó háztartása volt. 1785-ben 151 házában 1825 lakos élt. Lakói mezőgazdasággal, állattartással, szövéssel foglalkoztak.
A 18. század végén Vályi András így ír róla: „NECZPAL. Nagy tót falu Túrócz Várm. földes Ura Juszti Uraság, lakosai katolikusok, és evangelikusok, két Templomjaik, és három Kastéllyok ékesítik e’ helységet, fekszik a’ hegyek tövében délre, és az hegyekből folyó víz keresztűl foly itten, melly a’ leg hidegebb télben sem fagy bé, és a’ mellyen őrlő, ’s fűrész malmok, ’s papiros malmok is vagynak, sőt más akármelly fabrikát is jó volna reá építeni. Földgye termékeny, réttye kétszer kaszáltatik, legelője elég, fája van, piatzozása Mosóczon, ’s Szent Mártonon, és a’ Bánya Városokban, zsindelyt is tsinálnak, és meszet égetnek némellyek.”
Fényes Elek 1851-ben kiadott geográfiai szótárában így ír a faluról: „Neczpál, tót falu, Thurócz vmegyében, 150 kath., 1635 evang., 40 zsidó lak., kath. és evang. anyatemplomok; több csinos urasági lakhelyek; papiros- és fürészmalom. Határja nagy kiterjedésü erdeje igen szép; hegyein sok juhot tenyészt. F. u. többen. Ut. p. Rudnó.”
1890 és 1910 között számos lakója kivándorolt a tengerentúlra. A trianoni diktátumig Turóc vármegye Turócszentmártoni járásához tartozott.
A település címere ma is védőszentjét, Szent László királyt ábrázolja.

## Népessége
| Év:            | 1994. | 2004.   | 2014.   | 2024.    |
| -------------- | ----- | ------- | ------- | -------- |
| Emberek száma: | 798   | 826     | 888     | 1023     |
| Eltérés:       |       | +3,50 % | +7,50 % | +15,20 % |

| Év:            | 2023. | 2024.   |
| -------------- | ----- | ------- |
| Emberek száma: | 1019  | 1023    |
| Eltérés:       |       | +0,39 % |

1910-ben 1085, túlnyomórészt szlovák anyanyelvű lakosa volt.
2001-ben 820 lakosából 808 szlovák volt.
2011-ben 879 lakosából 776 szlovák volt.

## Híres emberek

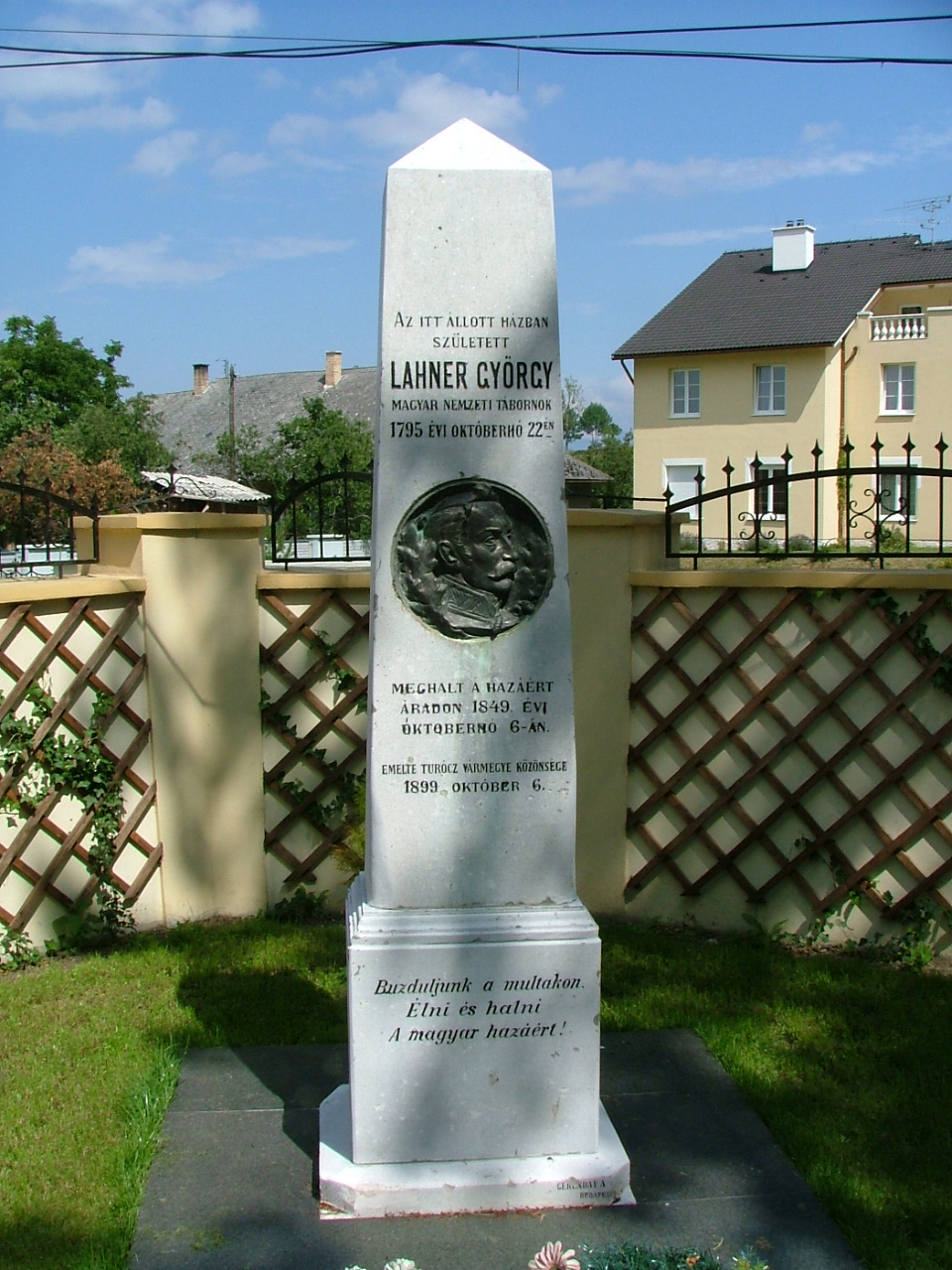
Lahner György emlékoszlopa

- Itt született 1761. november 22-én Ivánka Sámuel rektor, kéziratgyűjtő.
- Itt született 1791. augusztus 26-án Hrúz Mária, Petőfi Sándor édesanyja.
- Itt született 1795. október 6-án Lahner György honvéd tábornok, aradi vértanú.
- Itt született 1839. december 11-én Loos József nyelvész, gimnáziumi tanár.
- Itt született 1850. január 13-án Justh Gyula politikus, a Függetlenségi és Negyvennyolcas Párt elnöke.
- Itt született 1869-ben Janda József teológus, pap, egyházi író.[5]
- Itt működött rektorként Augustín Doležal (1737–1802) költő, evangélikus pap, tanár.
- Innen származik a necpáli Justh család, aminek tagja volt többel között Justh Gyula és Justh Zsigmond is.

## Nevezetességei

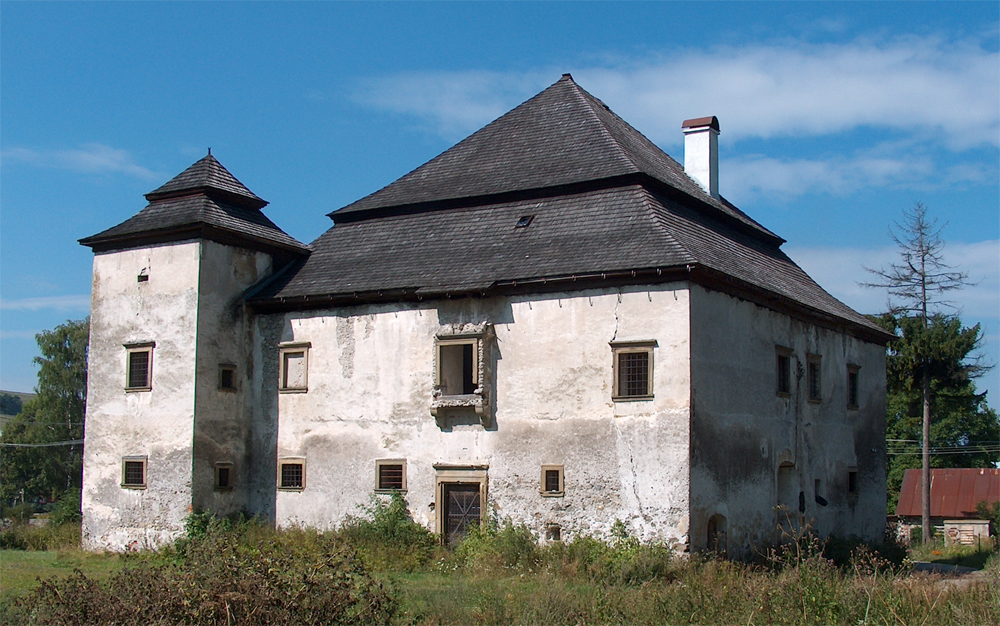
Necpáli Justh család várkastélya

- Szent László király tiszteletére szentelt római katolikus temploma 13. századi. Szent Lászlóról szóló freskói említésre méltóak. A templom építését 1250 és 1260 közötti időre teszik. 1320 körül sekrestyével bővítették. A 14. és 15. században megújították. A 19. század végén restaurálták, legutóbb 1986 és 1988 között renoválták. A templomtól néhány méterre áll a Justh család mauzóleuma.
- A Necpáli Justh család 17. századi várkastélya. A kastély 1673-ben épült, majd a 18. században manzárdtetőt emeltek rá.
- A várkastély parkjában nyugszik br. Petrőczy István, Rákóczi egyik tábornoka.
- A Franklin-kastély a település felső részén található. A 19. században épült és egészen az 1960-as évekig lakott volt. Ma a Matica slovenská tulajdona.
- Az ún. alsó kastély eredetileg reneszánsz stílusú volt, de a 18. század második felében barokk-klasszicista stílusban építették át. A 20. század elején Révay Ilona bárónő vásárolta meg, majd házasságával férjének, Justh Ödönnek adta át és az ő tulajdonában volt 1948-ig. Később mezőgazdasági iskola működött benne, majd az 1960-as évektől gyermekek házaként funkcionált. 2002-óta új tulajdonosa van. Szép angolpark övezi.
- Evangélikus temploma 1840-ben épült a korábbi fatemplom helyén. Az épületen áll Hrúz Mária 2000-ben felavatott emléktáblája az alábbi felirattal: „A Necpálon 1791 Augusztus 26-an született és az evangélikus templomban megkeresztelt Hrúz Mária, a világhirü Magyar költő, Petőfi Sándor édesanyja halálának 150. évfordulója emlékére Petőfi irodalmi múzeum, Budapest, Necpál község, ev.a.v. egyházközség, Necpál.”
- Lahner György emlékoszlopa születési helyén

## Ismeretbővítő irodalom
- Gerevich T. (1938): Magyarország román kori emlékei. (Die romanische Denkmäler Ungarns.) Egyetemi nyomda. Budapest
- Gerő, L. (1984): Magyar műemléki ABC. (Hungarian Architectural Heritage ABC.) Budapest
- Dercsényi D. (1972): Román kori építészet Magyarországon. Corvina, Budapest